# Im Netz der Abwehr
Im Netz der Abwehr ist ein Kriegsfilm von Regisseur Arthur H. Nadel, der 1970 in britisch-amerikanischer Koproduktion entstand. Das Drehbuch basiert auf einer Erzählung von Ron Bishop und Marc L. Roberts. Uraufgeführt wurde der Film am 7. Oktober 1970 in New York. In Deutschland wurde der Film erstmals am 16. Januar 1971 in den Kinos gezeigt.

## Handlung
Während des Zweiten Weltkrieges springt der Geheimdienst-Offizier Major Joe Dawson über dem besetzten Frankreich ab. Sein Auftrag lautet, den hochdekorierten, aber abtrünnigen Nazi-General Stryker zu entführen. Stryker muss schon bald nach Berlin, weil die Gestapo ihn verdächtigt, Hitler gegenüber illoyal zu sein.
Dawson versichert sich der Hilfe einer Widerstandsgruppe des sogenannten „Maquis“. Der Führer der Gruppe, Boule, misstraut Dawson. Auch Yvonne, die Dawsons Ehefrau spielen soll, ist skeptisch. Bald finden die Mitglieder der Widerstandsgruppe Dawsons Vergangenheit heraus. Dawson hatte schon einmal versucht, Stryker zu entführen. Dabei wurde jedoch seine Ehefrau, die ebenfalls für den Geheimdienst arbeitete, brutal getötet. Aus der psychiatrischen Klinik geflohen, entschloss sich Dawson, seinen Auftrag auszuführen und die Stelle des davor vorgesehenen britischen Agenten einzunehmen. Yvonne verliert ihre Skepsis und verliebt sich in Dawson.
An einem Bahnhof trifft Dawson endlich auf Stryker. Doch eine deutsche Patrouille verwickelt die Widerständler in einen Kampf, der viele Tote fordert. Unter den Toten befindet sich auch Boule. Dawson schafft es, Stryker an Bord eines englischen Versorgungsflugzeuges zu bringen. Er selber bleibt zusammen mit Yvonne in Frankreich.

## Kritiken
„Auf Gefühlswirkung angelegtes vordergründiges Kriegsabenteuer.“

„Sinnlose Action und Liebeleien an der Front“

## Hintergrund
- Der Film wurde in Irland gedreht.
- Filmeditor Tom Rolf konnte 1984 einen Oscar gewinnen.